# Brosjön, Säffle kommun
Brosjön är en uttorkad insjö i närheten av Värmlandsbro i Säffle kommun i Värmlands län. På våren och ibland på hösten översvämmas området, men största delen av året är sjön torrland. Den gamla sjöbotten är näringsrik och vegetationen av gräs, starr och buskar är riklig. Under slutet av 1800-talet och fram till mitten på 1900-talet användes Brosjön för slåtter, men den dåliga bärigheten vid blöt väderlek gör det svårt att använda maskiner på marken.